# Giuseppe Adolfo Roero di Cortanze
Giuseppe Adolfo Roero di Cortanze (Asti, 30 aprile 1890 – Asti, 1976) è stato un generale italiano.

## Biografia
Giuseppe Adolfo Roero, marchese di Cortanze, conte di Calosso, signore di Crevacuore, nacque ad Asti il 30 aprile 1890.
 
Intrapresa la carriera militare venne dapprima nominato ufficiale il 23 febbraio 1913 e poi fu aiutante di campo di Vittorio Emanuele III durante la prima guerra mondiale. Ammesso nel Savoia Cavalleria, svolse incarichi di rappresentanza presso diverse ambasciate di stato di diversi paesi dell'Europa settentrionale.
 
Nel 1928 prese parte ad un carosello in costume a Torino per celebrare il IV centenario della nascita del duca Emanuele Filiberto di Savoia, dove impersonò Ercole Tomaso, suo antenato e primo governatore della Sardegna. 
 
Il 31 dicembre 1935 ottenne la promozione a tenente colonnello per poi essere assegnato nel 1937 come addetto militare a Varsavia.
Morì nel 1976 e con lui si estinse inoltre la famiglia dei marchesi di Cortanze, non avendo egli avuto eredi diretti. L'archivio di famiglia venne donato all'Archivio di Stato di Asti ed il Museo storico dell'Arma di cavalleria di Pinerolo ottenne in donazione tutti gli effetti personali militari del generale, giungendo così a dedicargli un'intera sala.